# La Vie privée d'Hitler
Pour plus de détails, voir Fiche technique et Distribution.
La Vie privée d'Hitler (titre original Hitler ressorti plus tard sous le titre Women of Nazi Germany) est un film américain en noir et blanc réalisé par Stuart Heisler, sorti en 1962. 
Le film est produit par Three Crown Productions, Inc. et distribué par Allied Artists Pictures. Il met en vedette Richard Basehart dans le rôle d'Adolf Hitler, Cordula Trantow joue le rôle de Geli Raubal, Maria Emo celui d'Eva Braun et John Banner incarne Gregor Strasser. C'est une biographie filmée du dictateur vu sous un angle psychanalytique à travers ses relations féminines.

## Synopsis
Le film raconte la vie d'Hitler, qui commence avec le Putsch de la brasserie de novembre 1923, et qui se concentre principalement sur sa vie privée, particulièrement sur ses relations avec sa nièce Geli et sa compagne et épouse, Eva Braun.

## Fiche technique
- Titre : La Vie privée d'Hitler
- Titre original : Hitler
- Titre alternatif : Women of Nazi Germany
- Réalisation :	Stuart Heisler
- Assistant-réalisateur : Clark L. Paylow
- Scénario :  Sam Neuman, E. Charles Straus
- Photographie : Joseph F. Biroc
- Montage : Walter Hannemann
- Musique : Hans J. Salter
- Direction artistique : William Glasgow
- Décors : Frank Tuttle
- Costumes : Jack Bear, Forrest T. Butler
- Son : Charles Althouse, Harold E. McGhan
- Producteur : E. Charles Straus
- Directeur de production : Lonnie D'Orsa
- Société de production :  Three Crown Productions Inc.
- Société de distribution :  Allied Artists Pictures (États-Unis), Golden Era Film Distributors (Royaume-Uni)
- Pays de production :   États-Unis
- Langue de tournage : Anglais américain
- Tournage : à partir du 26 juillet 1961
- Format : Noir et blanc — 35 mm — 1,85 — Son : Mono (Westrex Recording System)
- Genre : Film dramatique, Film biographique, Film historique, Film de guerre
- Durée : 107 minutes (1 h 47)
- Dates de sortie :
  - États-Unis : 21 mars 1962
  - Mexique : 12 décembre 1962
  - France : 10 décembre 1966

## Distribution
- Richard Basehart : Adolf Hitler
- Cordula Trantow : Geli Raubal
- Maria Emo : Eva Braun
- Martin Kosleck : Joseph Goebbels
- John Banner : Gregor Strasser
- Martin Brandt : général Heinz Guderian
- John Wengraf : Dr Theodor Morell
- William Sargent : col. Claus von Stauffenberg
- Narda Onyx (en) : Gretl Braun
- Gregory Gaye : Field Marshal Erwin Rommel
- Theodore Marcuse : Julius Streicher
- Berry Kroeger : Ernst Röhm
- Rick Traeger : Heinrich Himmler
- Lester Fletcher : Lt. Edmond Heines
- Celia Lovsky : Frau Angelika Raubal
- John Mitchum : Hermann Göring
- Carl Esmond : Field Marshal Wilhelm Keitel

## À noter
- Pour interpréter le rôle d'Hitler Richard Basehart s'investit dans le personnage en se documentant avec plusieurs ouvrages sur le Troisième Reich dont The Rise and Fall of the Third Reich de William L. Shirer alors, récemment paru[2]. Il fut éprouvé physiquement et moralement par ce rôle qui fut le plus difficile de sa carrière, perdant 5 kilos, et faisant des cauchemars. Il témoigna que ce fut « la pire épreuve psychique de ma vie »[3].
- Pour son rôle de Geli, Cordula Trantow fut nommée pour le Golden Globe 1962 dans la catégorie du meilleur espoir féminin[4].

## Crédits d'auteur
- (en) Cet article est partiellement ou en totalité issu de l’article de Wikipédia en anglais intitulé « Hitler (1962 film) » (voir la liste des auteurs).